# یواس‌اس کپارت (دی‌یی-۲۰۷)
یواس‌اس کپارت (دی‌یی-۲۰۷) (به انگلیسی: USS Kephart (DE-207)) یک کشتی است که طول آن ۳۰۶ فوت (۹۳ متر) می‌باشد. این کشتی در سال ۱۹۴۳ ساخته شد.